# Гардзько
Гардзько (пол. Gardzko) — село в Польщі, у гміні Стшельці-Краєнські Стшелецько-Дрезденецького повіту Любуського воєводства.
Населення — 417 осіб (2011).
У 1975-1998 роках село належало до Гожовського воєводства.

## Демографія
Демографічна структура станом на 31 березня 2011 року:
|          | Загалом | Допрацездатний вік | Працездатний вік | Постпрацездатний вік |
| -------- | ------- | ------------------ | ---------------- | -------------------- |
| Чоловіки | 215     | 51                 | 145              | 19                   |
| Жінки    | 202     | 51                 | 115              | 36                   |
| Разом    | 417     | 102                | 260              | 55                   |